# フルリオ半島

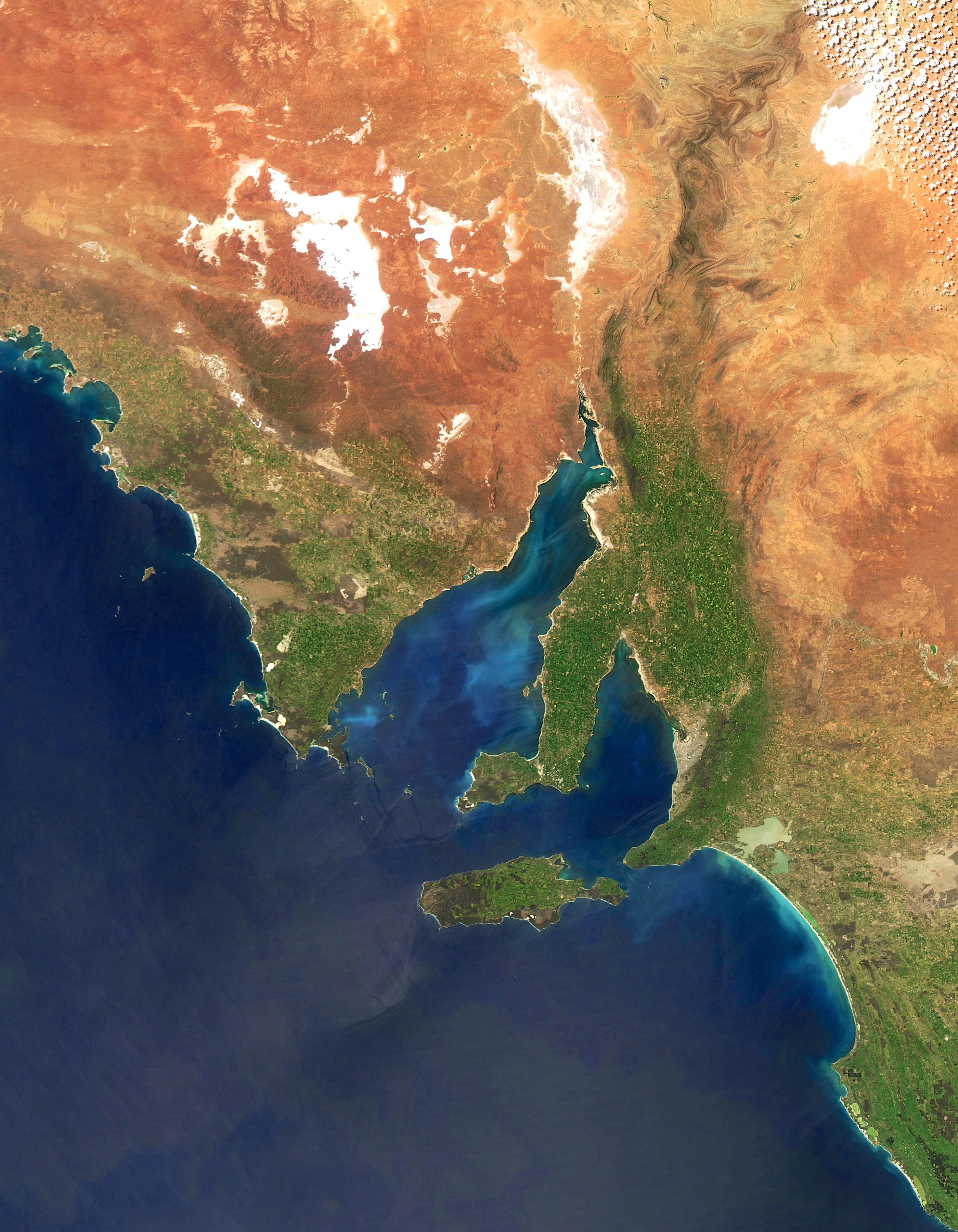
アデレードの南南西にある半島がフルリオ半島。半島の先にはカンガルー島がある。

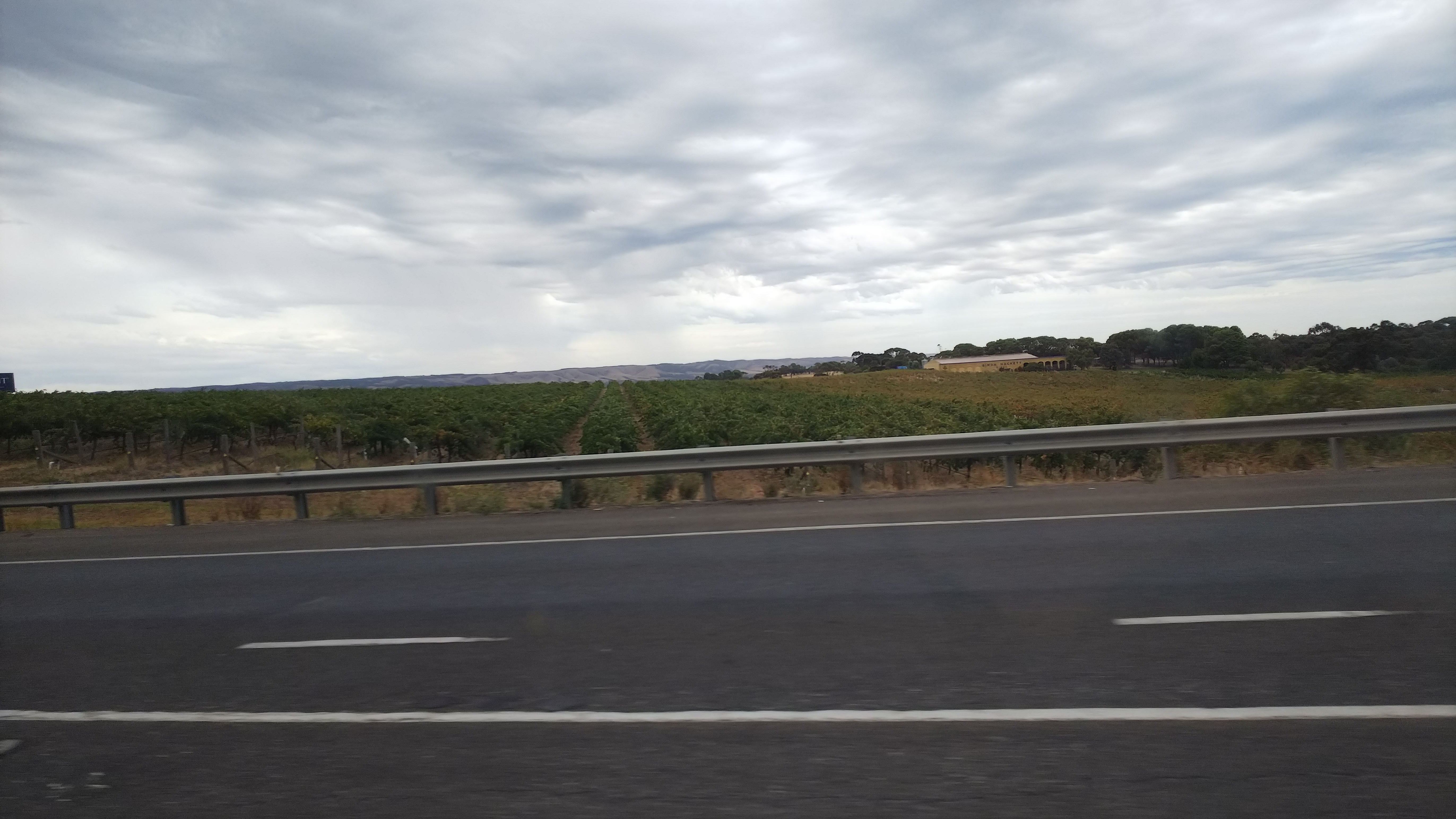
フルリオ半島の葡萄園

フルリオ半島(英語:Fleurieu Peninsula) (地元では [ˈflʊəriːoʊ] FLOO-ree-oh)(フランス語読みだとフリューリュー半島)はオーストラリア・南オーストラリア州州都アデレードの南南西にある半島である。

## 用語
フルリオ半島の"フルリオ"はフランスの探検家、水路学者であるシャルル・ピエール・クラレット・ド・フルリオに因んで1802年、サウスオーストラリア州海岸を探検していたニコラ・ボーダンによって命名されたものである。
1911年王立地理学協会のサウスオーストラリア州政府の代表者、シャルル・ピエール・クラレット・ド・フルリオの又甥である
アルフォンス・ド・フルリオ伯爵(Count Alphonse de Fleurieu)の提案に応えて"フルリオ半島"という名前は公式に使われるようになった。また、マシュー・フリンダースによって発見されたサウスオーストラリア州の場所は、ボーダンの探検隊が提案した名前が与えられた。

## 歴史
アボリジニのンガリンジェリ族やラミンジェリ人、ガウナ人等が居住していた。

## 地理
オーストラリア地名委員会は2001年、フルリオ半島の広さをこう定義した
。

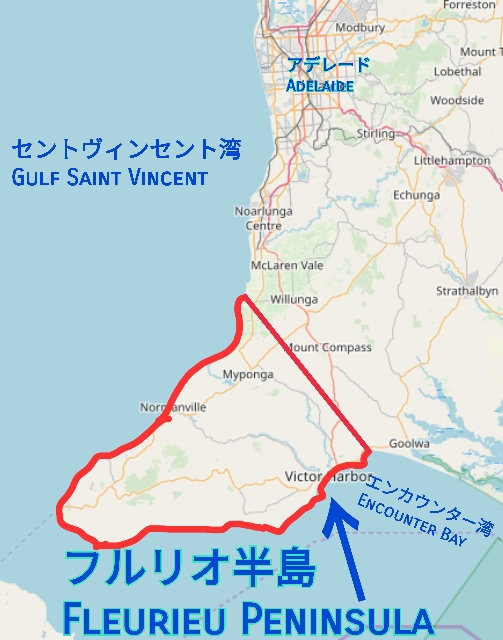
フルリオ半島の場所

セントヴィンセント湾と南極海の間の陸地の一部である、(sic) オールディンガ(オールディンガ湾南部)からミドルトンより南側がフルリオ半島である。この定義は今のところ公告されていない。そして、何よりこれは地理的特徴の範囲のみを意図しており、産業や権益の為の地域識別には適用されない。

## 特徴
フルリオ半島にはヴィクターハーバー、ノルマンヴィレ、ヤンカリラ、ラピッドベイ等の町がある。
地域は、インマンヴァレーとハインドマーシュヴァレー(Hindmarsh Valley)がある。フルリオ半島のジャーヴィス岬とカンガルー島のペネシャーの間にはフェリーが就航しており、ここからオーストラリア大陸からカンガルー島に渡ることが出来る。